# Білюшок Дюпоншеля
Білюшок Дюпоншеля (Leptidea duponcheli) — вид метеликів родини біланових (Pieridae).

## Назва
Вид названо на честь французького ентомолога Філогена Августа Жозефа Дюпошеля.

## Поширення
Вид поширений у Південній Європі, Туреччині, Ірані та на Кавказі. В Україні трапляється лише у Гірському Криму. У східній частині Кримських гір досить поширений, у західній частині поширений локально.

## Опис
Довжина передніх крил 18-23 мм. Вершина булави вусиків коричнево-руда, а сама булава забарвлена одноманітне, без мазків. Вершина переднього крила дещо загострена. Верх нерідко з жовтуватим відтінком. Низ заднього крила жовтувато-сірий, зі світлою перев'яззю, яка поздовжньо перервана широким розривом. Самиця забарвлена світліше самця.

## Спосіб життя
Метелики літають у червні-серпні. Трапляється на сухих або різнотравних лугах по схилах пагорбів, узліссях лісів, обабіч доріг. За рік буває два 2 покоління. Самиця відкладає яйця на нижню частину листя рослин. Гусениця живиться листям чини (Lathyrus).